# 폴 G. 햇필드
폴 게르하트 햇필드(Paul Gerhart Hatfield, 1928년 4월 29일 ~ 2000년 7월 3일)는 미국의 정치인이다.

## 학력
- 몬태나 대학교 법학대학원 법학학사

## 경력
- 1978.01 ~ 1978.12 제95대 미국 몬태나 연방상원의원
- 1979.05 ~ 1996.02 몬태나 지방 법원 판사
- 1990 ~ 1996.02 몬태나 지방 법원 수석 판사
- 1996.02 ~ 2000.07 몬태나 지방 법원 선임 판사

## 참고 자료
- 위키미디어 공용에 폴 G. 햇필드 관련 미디어 분류가 있습니다.